# Unterweisung
Unterweisung bedeutet, einer Person durch Weisungen, Wissen und Fertigkeiten zu vermitteln.

## Allgemeines
Dies erfolgt normalerweise durch Führen, Anleitung und Zeigen. Die häufigste Art der Unterweisung ist die Arbeitsunterweisung. Darunter versteht man die methodische Vermittlung der zur Erfüllung einer Arbeitsaufgabe notwendigen Fertigkeiten, Kenntnisse und Erfahrungen. Bei der Unterweisung liegt das Hauptgewicht auf der Vermittlung von Verhaltensweisen und Verantwortungsbewusstsein.
In der Arbeitspädagogik versteht man unter Unterweisung eine kurze Schulung zum Beispiel im Arbeitsschutz, der Arbeitssicherheit sowie in der Ausbildung. Daneben stehen Unterricht und Menschenführung.

## Vier-Stufen-Methode der Arbeitsunterweisung nach REFA
Eine Arbeitsunterweisung gemäß REFA erfolgt in vier Stufen (siehe Hauptartikel: Vier-Stufen-Methode):
1. Stufe – Vorbereitung: Die lernende Person wird auf die Unterweisung durch den Ausbilder vorbereitet.
2. Stufe – Vorführung: Der Arbeitsvorgang wird der lernenden Person vorgemacht.
3. Stufe – Ausführung: Die lernende Person macht den Arbeitsvorgang unter Aufsicht des Ausbilders nach.
4. Stufe – Abschluss: Der Arbeitsvorgang wird bis zu seiner einwandfreien Beherrschung eingeübt.

## Unterweisungen zum Arbeitsschutz und Arbeitssicherheit

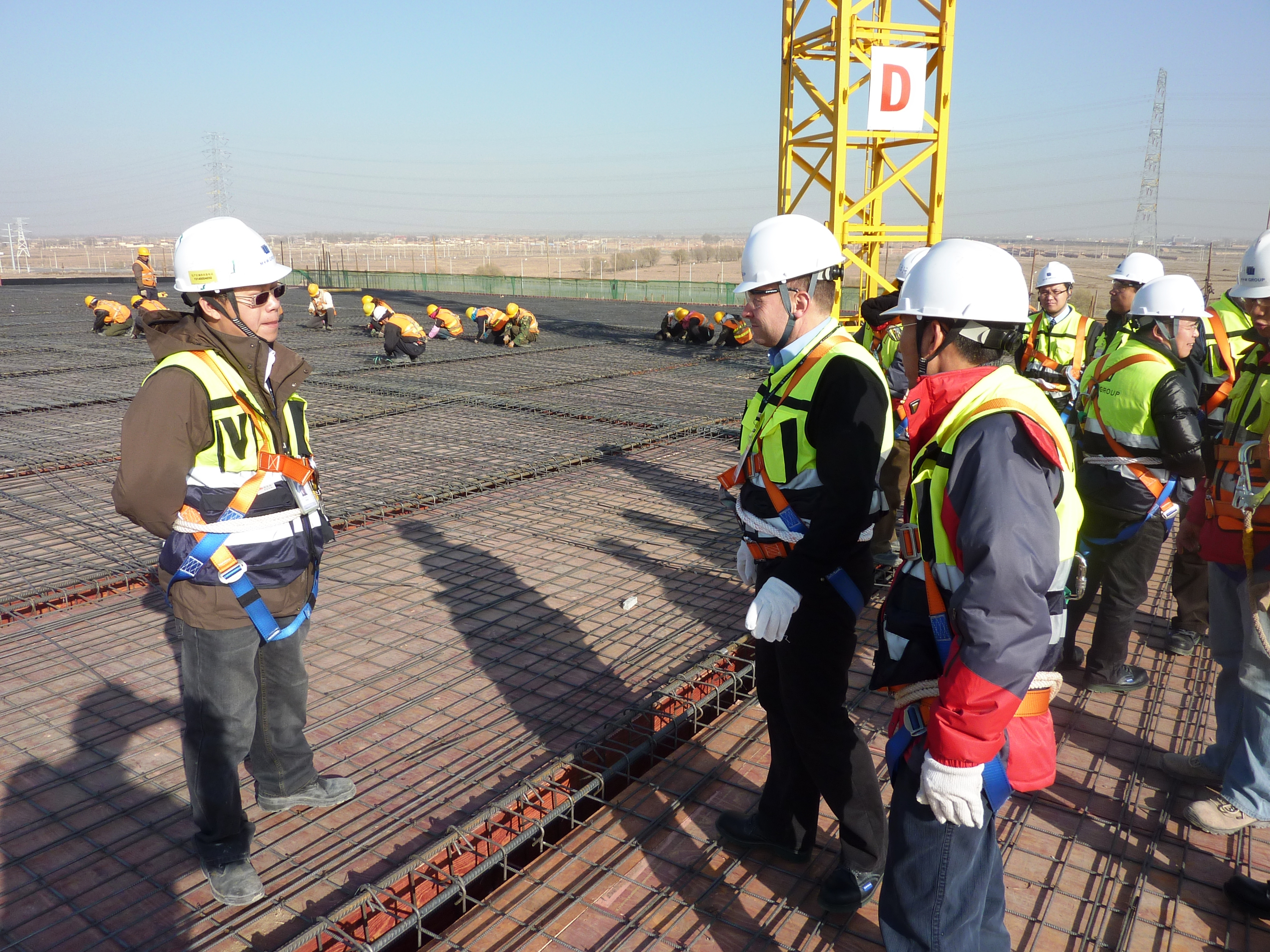
Sicherheitsunterweisung auf einer Baustelle

Bei den Sicherheitsunterweisungen (umgangssprachlich auch Sicherheitsschulungen genannt) handelt es sich um Unterweisungen im Arbeitsschutz und der Arbeitssicherheit. Man unterscheidet zwischen „Allgemeiner Unterweisung“, „Arbeitsplatzbezogener Unterweisung“" und „Unterweisungen aufgrund persönlichen Fehlverhaltens“.
Die arbeitsplatzbezogene Unterweisung kann sich auf Tätigkeiten (Arbeitseinweisung), Personen (sicherheitsgerechtes Verhalten), Hilfsmittel (Persönliche Schutzausrüstung) und Orte (Bereiche mit erhöhter Gefährdung) etc. beziehen.
Damit die Beschäftigten Sicherheits- und Gesundheitsgefährdungen erkennen und entsprechend den vorgesehenen Maßnahmen handeln können, müssen sie auf ihre individuelle Arbeits- und Tätigkeitssituation zugeschnittene Informationen, Erläuterungen und Anweisungen bekommen. Die Unterweisung ist ein wichtiges Instrument, ihnen zu ermöglichen, sich sicherheits- und gesundheitsgerecht zu verhalten.

### Rechtsgrundlagen
Rechtsgrundlage für Sicherheitsunterweisungen bildet § 4 der berufsgenossenschaftlichen Vorschrift für Sicherheit und Gesundheit bei der Arbeit „Grundsätze der Prävention“ (Unterweisung der Versicherten):
(1) Der Unternehmer hat die Versicherten über Sicherheit und Gesundheitsschutz bei der Arbeit, insbesondere über die mit ihrer Arbeit verbundenen Gefährdungen und die Maßnahmen zu ihrer Verhütung, entsprechend § 12 Abs. 1 Arbeitsschutzgesetz sowie bei einer Arbeitnehmerüberlassung entsprechend § 12 Abs. 2 Arbeitsschutzgesetz zu unterweisen; die Unterweisung muss erforderlichenfalls wiederholt werden, mindestens aber einmal jährlich erfolgen; sie muss dokumentiert werden.

Nach § 12 Abs. 1 ArbSchG müssen Art und Umfang der Unterweisung in angemessenem Verhältnis zur Gefahr und entsprechend der Qualifikation des Versicherten erfolgen.

### Bedeutung der Unterweisung
Dabei handelt es sich um die Anweisung(en) des Unternehmers für ein sicherheitsgerechtes Verhalten am Arbeitsplatz.
Sie beinhaltet mögliche Gefährdungen, Schutzmaßnahmen, Verhaltensregeln und Notfallvorgaben und kann durch praktische Übungen ergänzt werden.

### Unterweisung vs. Einweisung
Im allgemeinen Sprachgebrauch kommt es häufig zur vermischten Verwendung der Wörter Unterweisung und Einweisung. Der Begriff Unterweisung bezeichnet die gesetzlich geforderten Schulungen im Bereich des Arbeitsschutzes, mit denen handelnden Personen Kenntnisse und Fertigkeiten vermittelt werden, die zur Vermeidung von Personen- und Sachschäden bei ihrer Tätigkeit notwendig sind. Er wird auch im Wortlaut der gesetzlichen Vorschriften verwendet.
Einweisung wird in offiziellen Texten nicht genannt und ist unter diesem Aspekt nicht synonym zu verwenden, sondern als Teil einer Unterweisung zu verstehen. Eingewiesen werden kann ein Mitarbeiter z. B. in die betrieblichen Besonderheiten, in die genauen Arbeitsabläufe und in die Sicherheitsmaßnahmen am konkreten Arbeitsplatz. Die begriffliche Unterscheidung kann beispielsweise für den zeitlichen Gesichtspunkt Bedeutung haben. Ein Mitarbeiter benötigt mindestens einmal jährlich eine Unterweisung für bestimmte Arbeitsschutzmaßnahmen (exakter Zeitpunkt hier in der Regel nicht festgelegt). Beginnt er aber zum Beispiel eine Arbeit an einer neuen oder geänderten Maschine, so ist im Normalfall sofort eine Einweisung in ihre Bedienung fällig. Die Einweisung ist Teil der Unterweisung, nicht aber das Gleiche. Eine reine Einweisung an einem neuen oder geänderten Arbeitsgerät reicht nicht für die Sicherheit. Umgekehrt reicht aber eine Unterweisung ohne konkrete, arbeitsplatzbezogene Einweisung ebenso wenig.

### Dokumentation einer Unterweisung
Das Arbeitsschutzgesetz enthält keine konkrete Forderung nach der Dokumentation von Unterweisungen, also der Aufzeichnung darüber, ob, wann und mit wem welche Schulungen durchgeführt wurden. In §6 Absatz 1 Dokumentation heißt es lediglich:

„Der Arbeitgeber muss über die je nach Art der Tätigkeiten und der Zahl der Beschäftigten erforderlichen Unterlagen verfügen, aus denen das Ergebnis der Gefährdungsbeurteilung, die von ihm festgelegten Maßnahmen des Arbeitsschutzes und das Ergebnis ihrer Überprüfung ersichtlich sind.“

§3 Grundpflichten des Arbeitgebers führt aus, dass dieser Vorkehrungen treffen muss, dass die Maßnahmen des Arbeitsschutzes beachtet werden und die Mitarbeiter die Möglichkeit haben, ihre Mitwirkungspflicht zu erfüllen.
Aus diesen beiden Punkten leitet sich eine Notwendigkeit für den Arbeitgeber ab, belegen zu können, dass er seinen Verpflichtungen diesbezüglich nachgekommen ist.
Andere, ergänzende Vorschriften der Berufsgenossenschaften (insbesondere „Grundsätze der Prävention“) enthalten genauere Aussagen zu einer Dokumentationspflicht. Unabhängig davon, welche (speziellen) Vorschriften für die Arbeitsstelle gelten, ist eine schriftliche Aufzeichnung zu den Unterweisungen geboten, da sich damit mindestens diese Vorteile für den Arbeitgeber ergeben:
- Nachweis über die Erfüllung der Unterweisungspflicht im Rahmen einer behördlichen Überprüfung oder bei einem Unfall
- Selbstkontrolle und Überwachung über die Behandlung und Einhaltung der Vorschriften im Betrieb

Eine Erfassung über durchgeführte Unterweisungen sollte diese Angaben enthalten:
- Thematik der Unterweisung
- Zeitpunkt
- Namen der Teilnehmer
- Name des / der Schulenden
- Dauer
- abschließende Bestätigung der Unterwiesenen durch Unterschrift

Es kann sinnvoll sein, weitere Angaben wie verwendete Schulungsmaterialien, Anlass der Unterweisung und deren Ablauf hinzuzufügen.
Allgemein gebräuchlich ist die Form der schriftlichen  Dokumentation auf Papier, verschiedene Verlage und Verbände bieten dazu geeignete Vorlagen zum Download an. Da die meisten Unterweisungen einem regelmäßigen Turnus unterliegen, sollte außerdem ein Instrument zur Überwachung von Terminen und Fristen installiert werden. Mittlerweile existieren auch Softwareanwendungen, die diese Aufgaben übernehmen.

### Auslöser für Sicherheitsunterweisungen, Inhalte, Wiederholung und Form
Auslöser für eine Unterweisung sind beispielsweise
- Einstellung oder Versetzung,
- Veränderungen im Aufgabenbereich,
- Veränderungen in den Arbeitsabläufen,
- Ergebnisse von Betriebsbesichtigungen,
- Unfälle, Beinaheunfälle sowie Schadensereignisse,
- anstehende Wiederholung (mind. jährlich, bei Personen die unter das Jugendarbeitsschutzgesetz fallen (JArbSchG) zwei Mal pro Jahr).

Folgende Unterweisungsinhalte sind mindestens vorgesehen:
- die konkreten, arbeitsplatzbezogenen Gefährdungen,
- die von den Versicherten zu beachtenden Schutzmaßnahmen und Verhaltensregeln,
- die getroffenen Schutz- und Notfallmaßnahmen,
- die einschlägigen Inhalte der Vorschriften und Regeln zu umfassen.
Hierfür sind Betriebsanweisungen sowie Bedienungsanleitungen einzubeziehen.

Wiederholung von Unterweisungen
Bei gleich bleibenden Gefährdungen ist die Unterweisung mindestens jährlich zu wiederholen, um die Unterweisungsinhalte den Versicherten wieder in Erinnerung zu rufen und aufzufrischen. Ebenfalls zu berücksichtigen sind die Persönlichkeitsmerkmale der zu unterweisenden Person (z. B. Aufmerksamkeitsspanne, Verständnis usw.). Ändern sich Gefährdungen oder Ergebnisse der Gefährdungsbeurteilung sind die Unterweisungsinhalte und die Unterweisungsintervalle anzupassen. Kürzere Unterweisungsintervalle können sich aus speziellen Arbeitsschutzvorschriften ergeben, zum Beispiel § 29 Jugendarbeitsschutzgesetz, der eine halbjährliche Unterweisung fordert.
Unterweisung mit elektronischen Hilfsmitteln
Grundsätzlich besteht die Möglichkeit, Unterweisungen mit Hilfe elektronischer Medien durchzuführen. Dabei ist allerdings darauf zu achten, dass
- die Unterweisungsinhalte arbeitsplatzspezifisch aufbereitet und zur Verfügung gestellt werden,
- eine Verständnisprüfung und
- ein Gespräch zwischen Versicherten und Unterweisenden jederzeit möglich ist.

Die in diesem Zusammenhang favorisierte Verbindung von E-Learning mit Präsenzschulungen wird als „Blended Learning“ bezeichnet.

## Unterwiesene Person
Unterwiesene Person ist, wer über die ihm übertragenen Aufgaben und die möglichen Gefahren bei unsachgemäßem Verhalten unterrichtet und erforderlichenfalls angelernt sowie über die notwendigen Schutzeinrichtungen und Schutzmaßnahmen belehrt worden ist. Die unterwiesene Person hat in der Lage zu sein, vorausschauend zu arbeiten, Gefahren zu erkennen und entsprechend zu handeln.

## Weitere Begriffsverwendungen
- Erstunterweisung: Die nach Arbeitsschutzgesetz vorgeschriebene Unterweisung neuer Mitarbeiter
- Programmierte Unterweisung: Eine Methode der Lernpsychologie
- Elektrotechnisch unterwiesene Person: Ein Begriff der DIN VDE 0105-100